# مسجد جامع تبریز

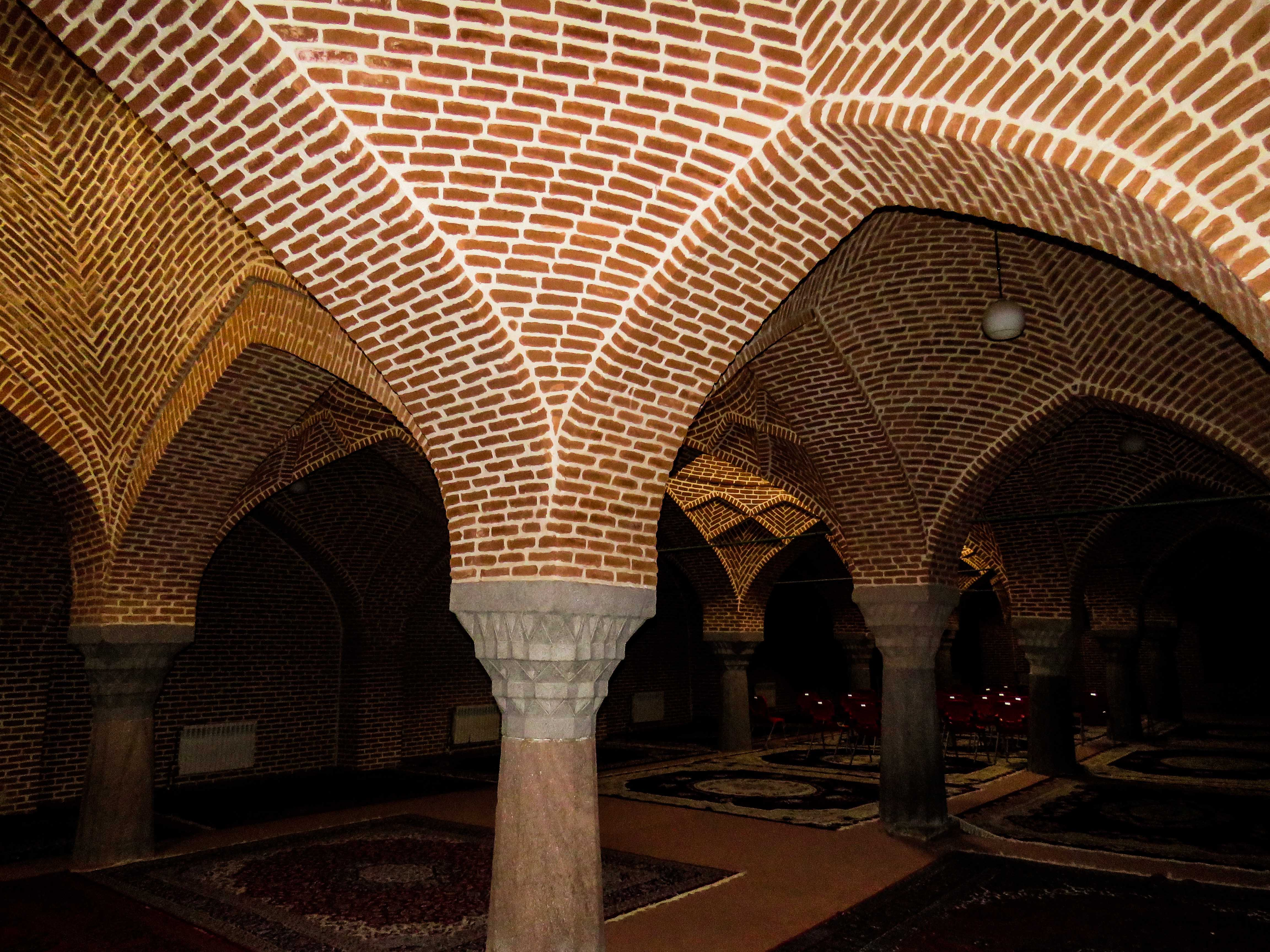
شبستان غربی مسجد جامع تبریز

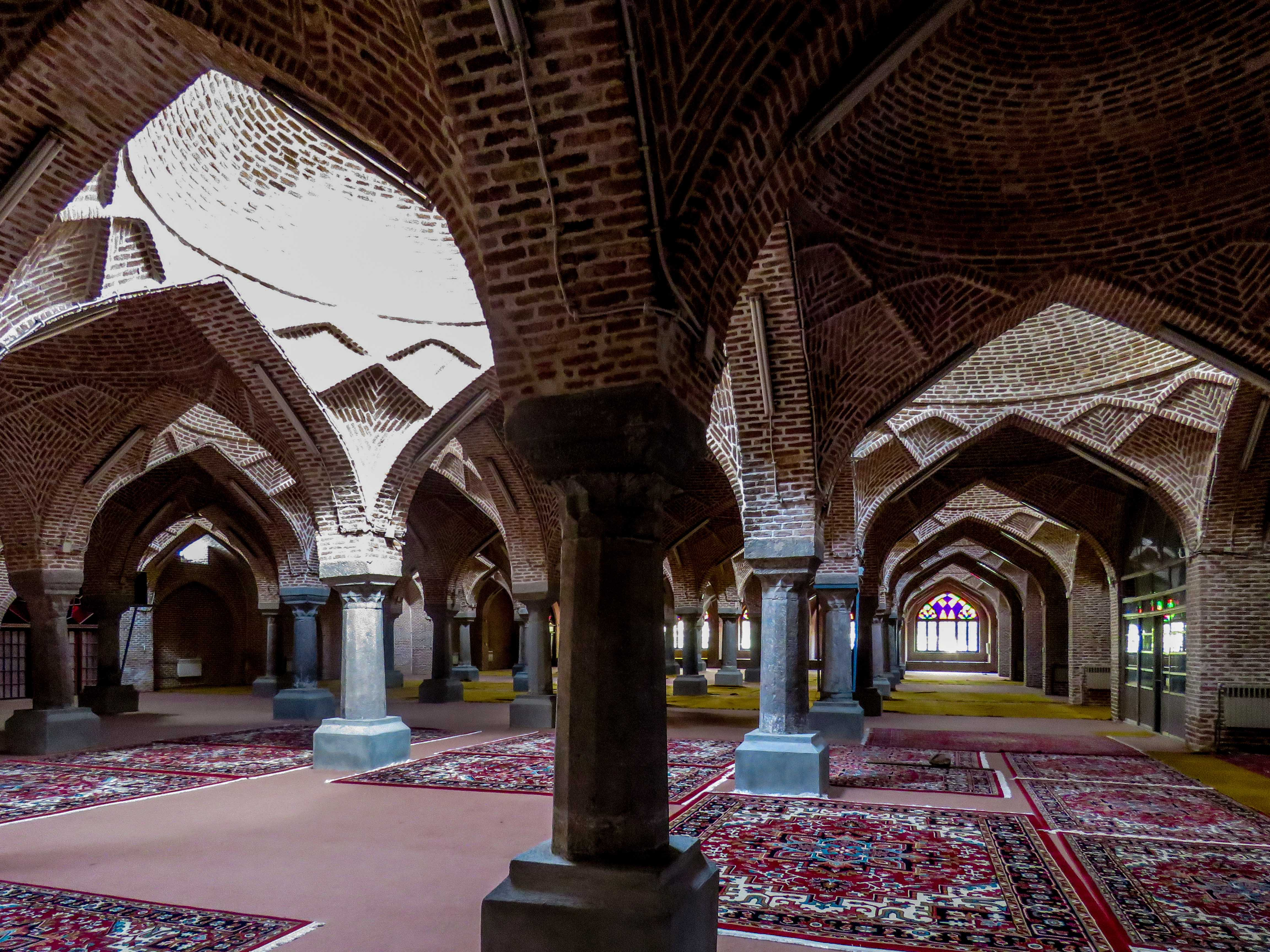
شبستان بزرگ مسجد جامع تبریز (جومامچیدی)

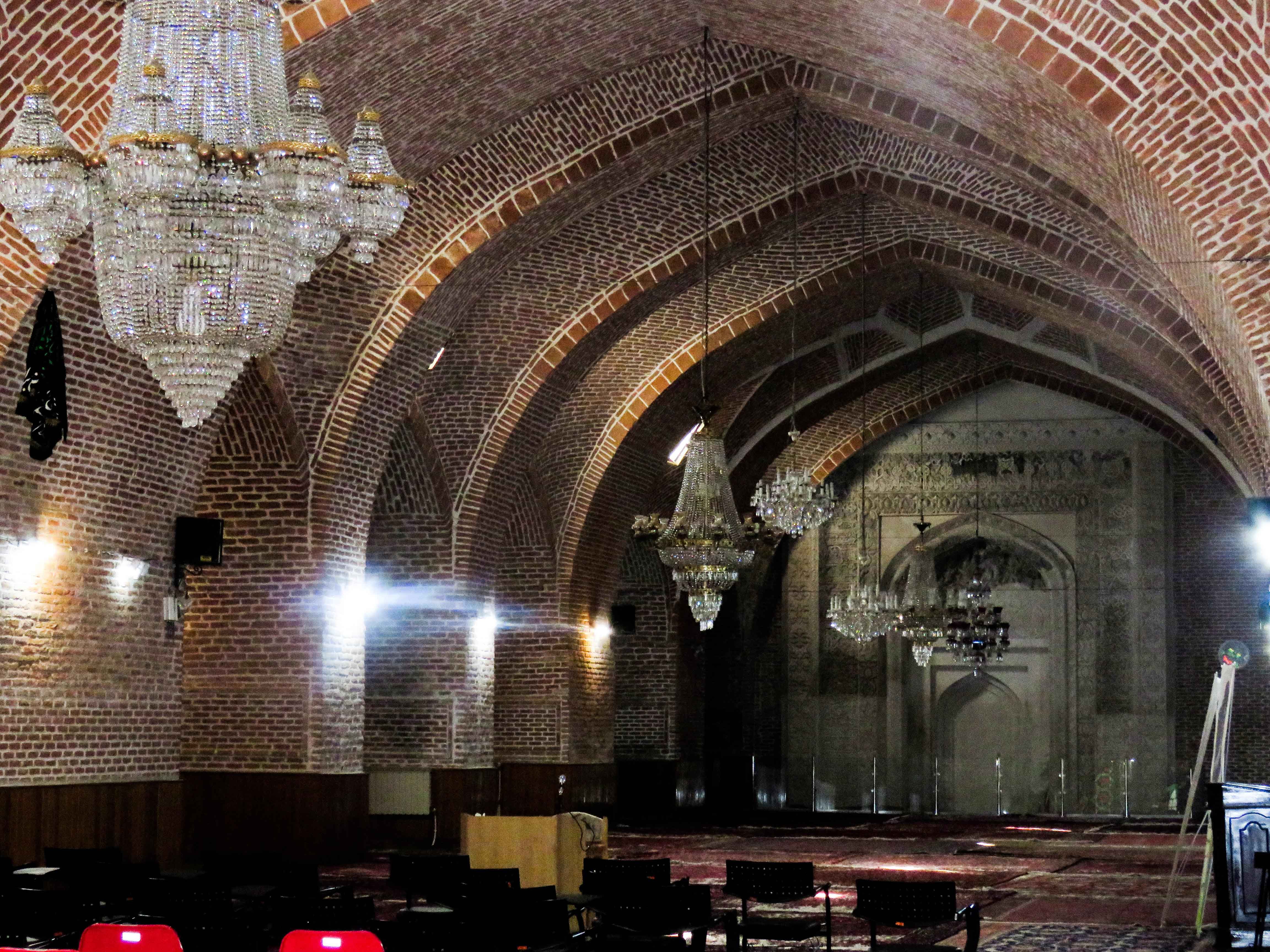
محراب مسجد جامع تبریز (جوما مچیدی)

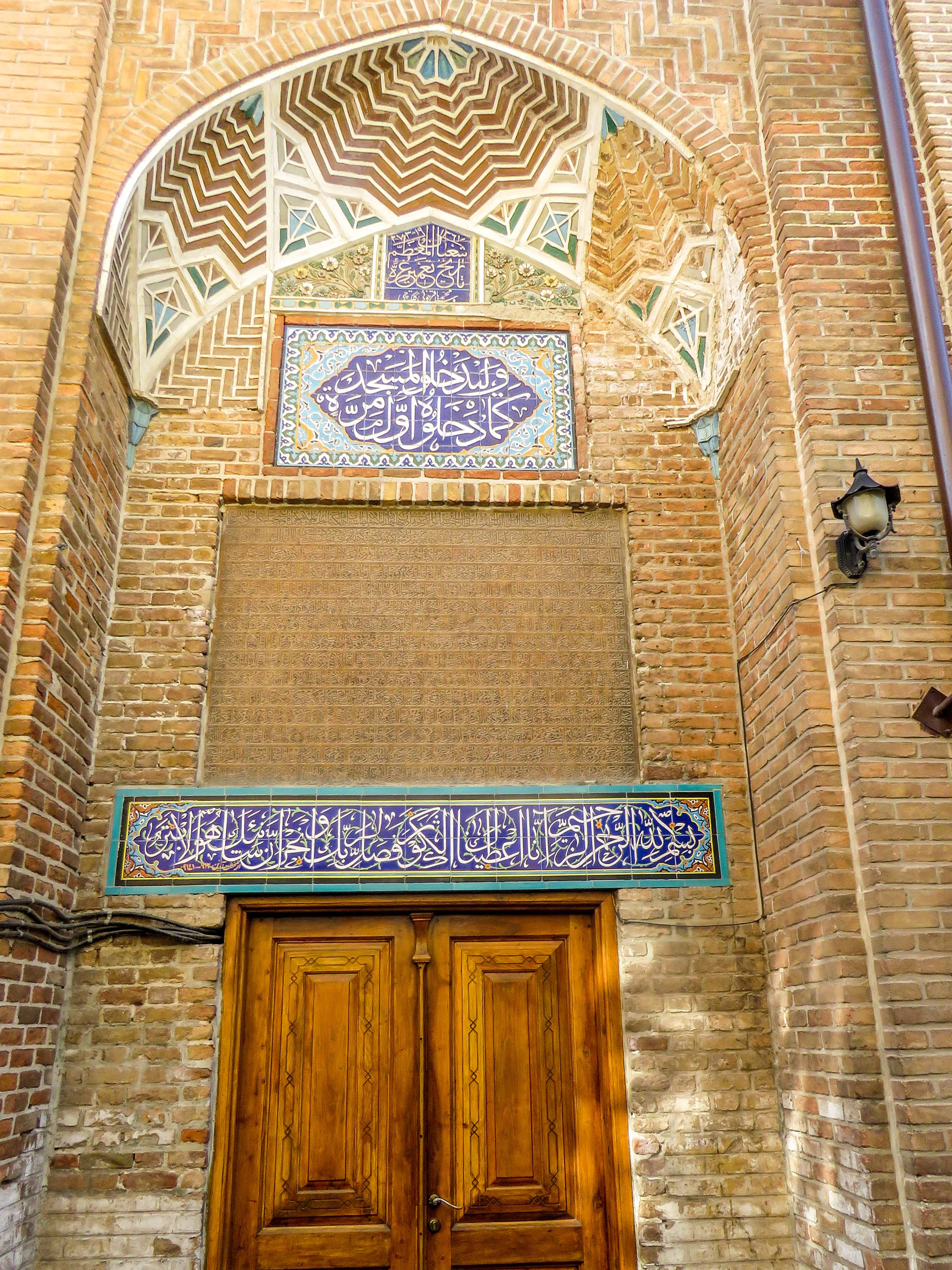
سردر قدیمی مسجد جامع تبریز - جوما مچیدی

مسجد جامع تبریز یکی از بناهای تاریخی شهر تبریز است. این مسجد که در کتاب‌های تاریخی از آن به‌عنوان «جامع کبیری نیز نام برده شده، از ابتدای تأسیس مسجد جامع شهر تبریز بوده و بازار تبریز، گرداگرد آن شکل گرفته‌است. مسجد جامع تبریز مربوط به دوره سلجوقیان تا دوره قاجار است و در تبریز، خیابان شهید مطهری واقع شده و این اثر در تاریخ ۱۵ دی ۱۳۱۰ با شمارهٔ ثبت ۱۷۱ به‌عنوان یکی از آثار ملی ایران به ثبت رسیده‌است.

## پیشینه

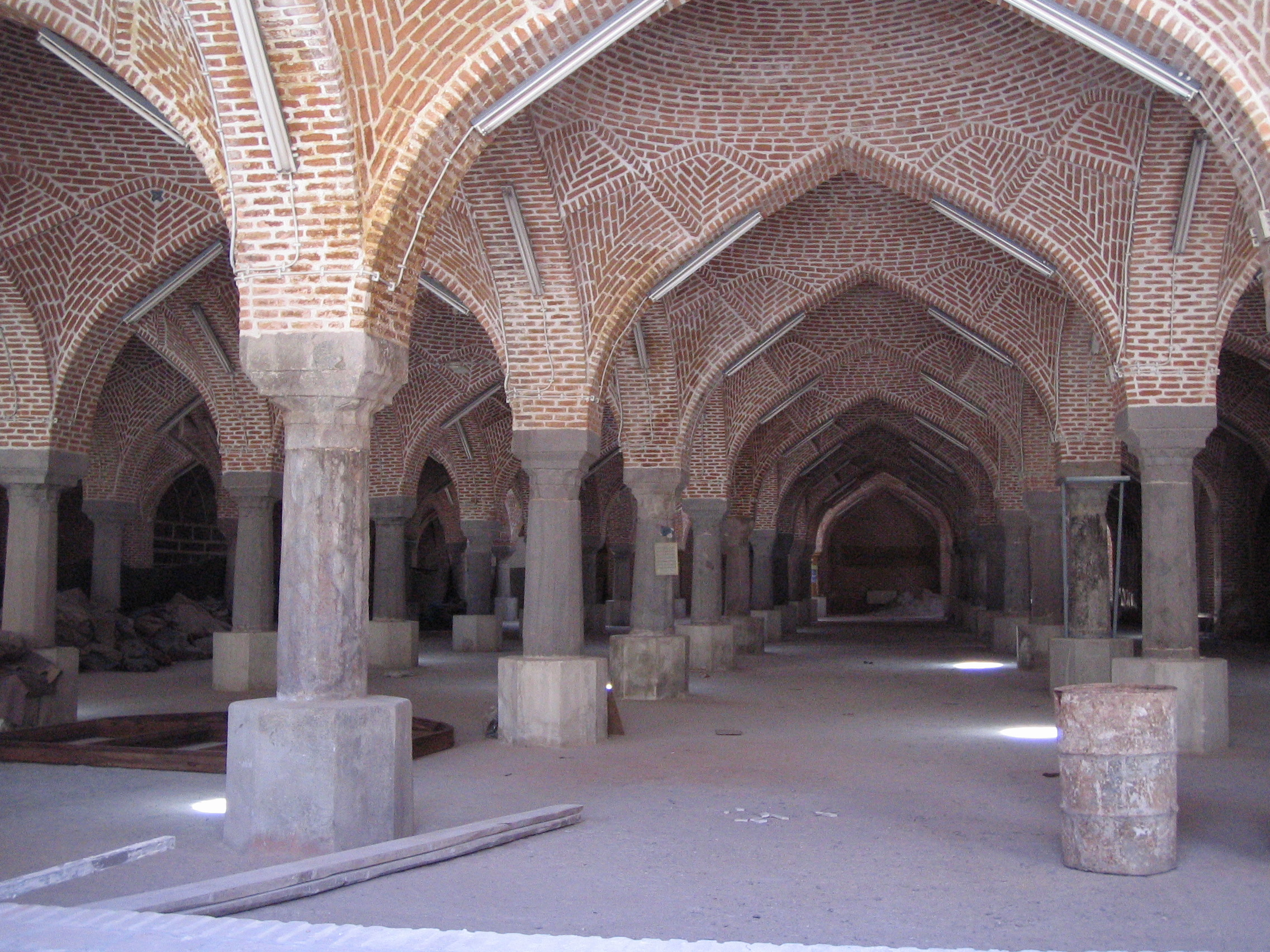
شبستان مسجد

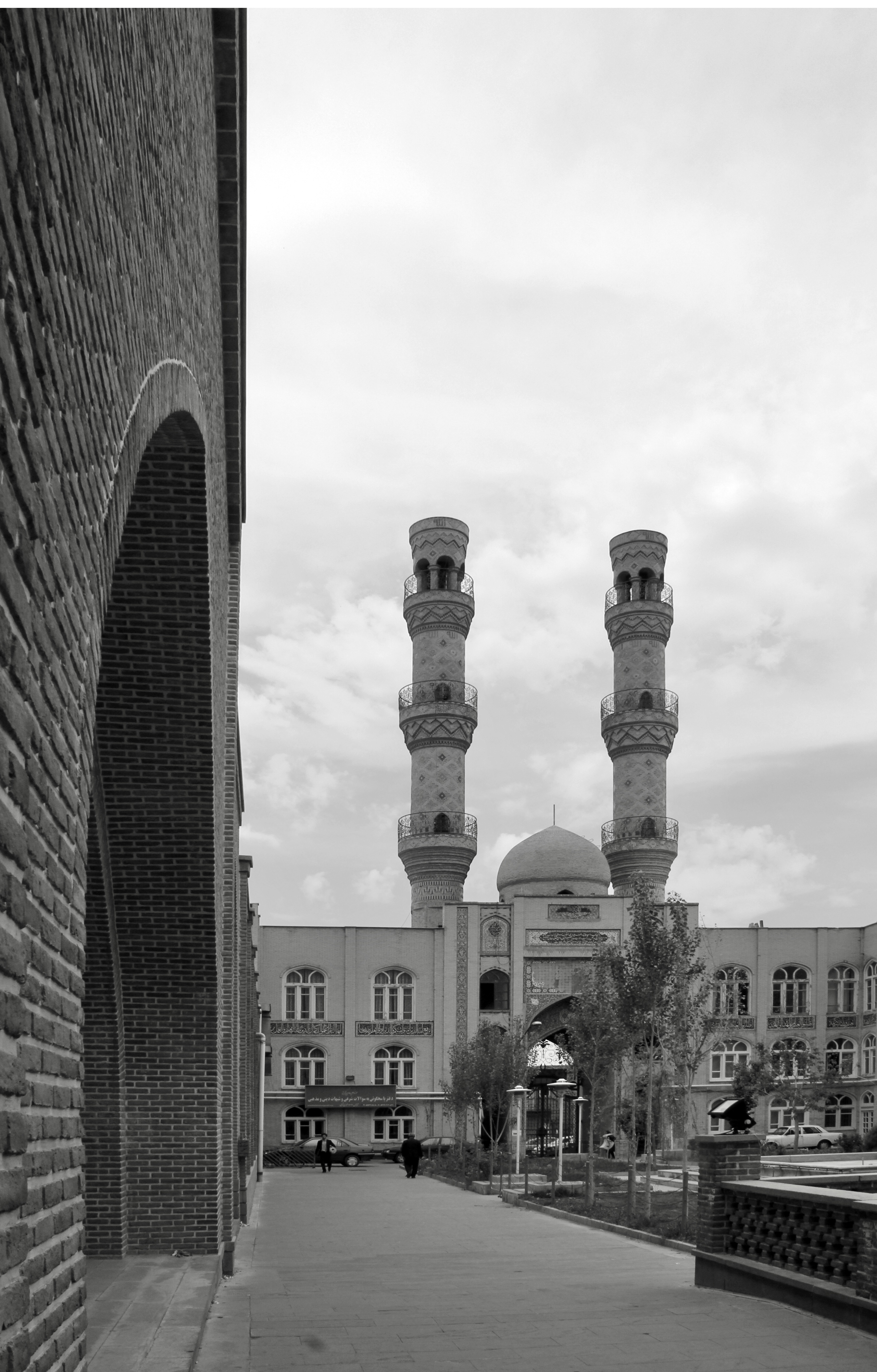

قدیمی‌ترین بخش آن شبستان وسیعی است از تاق و گنبدهایی برفراز ستون‌های هشت‌گوش آجری که زینت‌بخش آن گچ‌بری‌های ظریف و هنرمندانهٔ دورهٔ روادیان (مقارن سلجوقیان) است. مسجد جامع در دورهٔ ایلخانان مغول موردتوجه و تعمیر بوده و بخش‌هایی به آن افزوده شده‌است. محراب رفیع گچ‌بری شده، یادگار آن دوره می‌باشد.
در دورهٔ حکومت آق‌قویونلوها در آذربایجان گنبدی رفیع مزین به انواع کاشیکاری‌های معرق به وسیلهٔ «سلجوق‌شاه بیگم» همسر اوزون حسن در بخش شمالی آن احداث شده که هنوز هم پایه‌ها و گوشه‌هایی از کاشی‌کاری‌های آن باقی‌مانده‌است.
در زمین‌لرزهٔ سال ۱۱۹۳ هجری که بسیاری از بناهای تبریز آسیب دید، این مسجد نیز از خرابی در مصون نماند. مسجد فعلی با پایه‌های متین و پوشش تاق و چشمه بعد از زلزله در اوایل حکومت قاجار و توسط «حسینقلی‌خان دنبلی» حاکم وقت تبریز بنا شده‌است و از آثار مهم دورهٔ قاجاریه می‌باشد.

## موقعیّت
مسجد جامع تبریز که به مسجد جمعه نیز معروف است، در انتهای بازار تبریز و ضلع جنوبی صحن مدرسهٔ طالبیّه و بین مسجد حجت‌الاسلام و مسجد میرزا اسماعیل خاله اوغلی واقع است و یکی از قدیمی‌ترین ابنیّة تاریخی این شهر به‌شمار می‌آید. تاریخ بنا و نام بانی اوّلیّة آن معلوم نیست، عدّه‌ای آن را از مساجد صدر اسلام می‌دانند. پاره‌ای دیگر بنای قدیمی را به دورة سلجوقیان نسبت می‌دهند.

## پلان مسجد
مسجد جمعه تبریز قبلاً یک ایوانه بود، ولی بعداً به دو ایوانه تبدیل شد و از جمله مساجدی است که روش ساخت کاخ اختصاصی فیروزآباد را اساس کار قرار داده و به مساجد ایرانی معروف‌اند.

## منابع

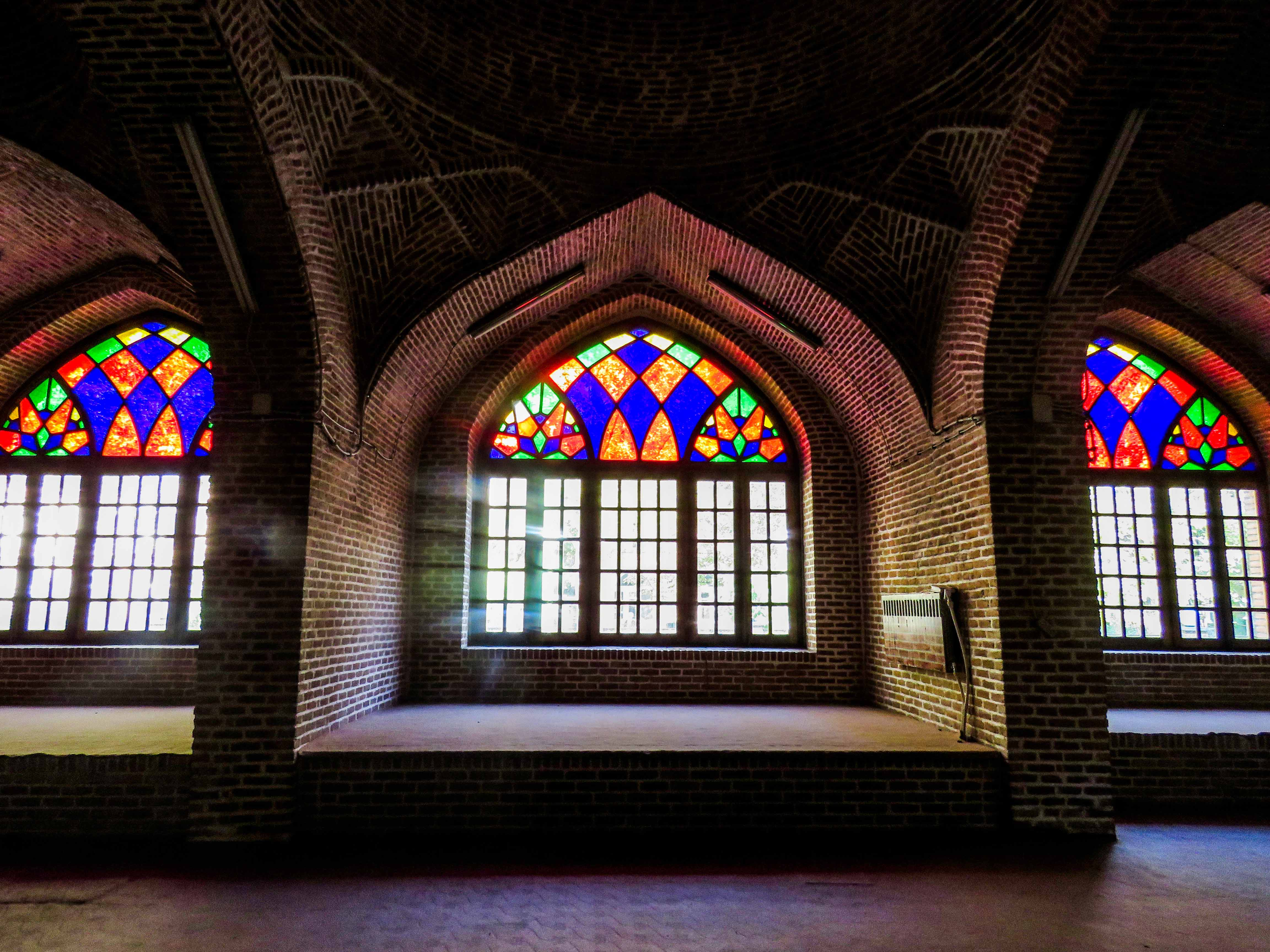
پنجره های اورسی شیستان بزرگ مسجئ جامع تبریز (جوما مچیدی)